# The Rolling Stones
I Rolling Stones (in inglese The Rolling Stones) sono un gruppo musicale rock britannico composto da Mick Jagger (voce, armonica, chitarra, piano), Keith Richards (chitarre, voce, basso, piano) e Ronnie Wood (chitarre, cori, pedal steel guitar, basso, synth). La formazione storica comprendeva anche il batterista Charlie Watts, morto nel 2021, il bassista Bill Wyman, ritiratosi dalla band nel 1993, e il polistrumentista Brian Jones, deceduto nel 1969 e sostituito da Mick Taylor (chitarra) fino al 1974. È una delle band più importanti e tra le maggiori espressioni di quella miscela tra rock e blues che è l'evoluzione del rock & roll anni cinquanta, da loro rivisitato in chiave più dura con ritmi lascivi, canto aggressivo e continui riferimenti a disordini sociopolitici, sesso e droghe.
Con una ben nota e rodata strategia promozionale, gli Stones furono da subito contrapposti ai più rassicuranti e già celebri Beatles sfruttando la loro immagine trasgressiva da 'bad boys' che costituiva un perfetto modello alternativo a uso e consumo della stampa musicale. Tale contrapposizione venne creata ad arte dai manager degli stessi Rolling Stones i quali in realtà, come dichiarato più volte dallo stesso Jagger, avevano per i quattro di Liverpool ormai lanciatissimi una grande ammirazione tanto da farne un vero e proprio modello di riferimento. I membri delle due band ebbero sempre un ottimo rapporto di stima e amicizia, non a caso il primo successo dei Rolling Stones, I Wanna Be Your Man, venne scritto da Lennon-McCartney, ma il presunto dualismo costituiva e costituisce ancora oggi un ottimo pretesto di discussione.
I Rolling Stones costituiscono una pietra miliare nell'evoluzione della musica rock del XX secolo, avendo dato voce al malcontento e di conseguenza alla protesta di intere generazioni, incarnando così il travagliato spirito dei grandi bluesmen del passato e scegliendo il titolo di una canzone di uno di questi (Muddy Waters) come nome del loro gruppo.
I Rolling Stones sono stati ammessi nella Rock and Roll Hall of Fame nel 1989 
e nella UK Music Hall of Fame nel 2004. La rivista Rolling Stone li colloca al quarto posto nella classifica dei più grandi artisti di tutti i tempi. Nella loro carriera hanno venduto 200 milioni di copie, tra dischi e supporti fonografici vari. Hanno pubblicato trentasei album in studio, ventiquattro album dal vivo e numerose raccolte. Il loro simbolo si ispira alla dea indiana Kālī.

## Storia del gruppo

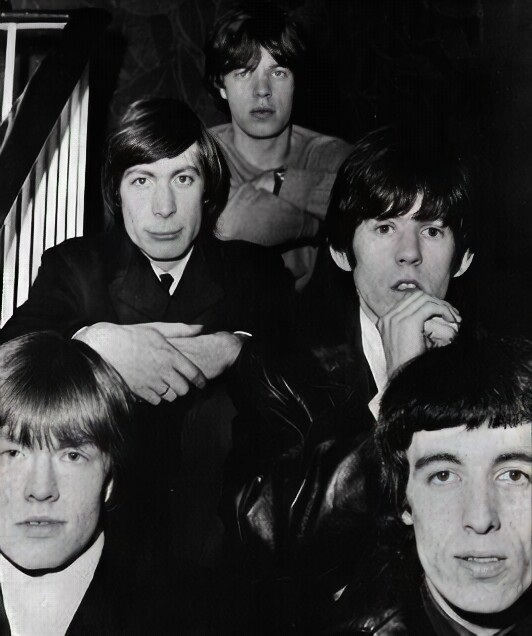
I Rolling Stones nel 1965

I cinque ragazzi che avrebbero costituito la formazione originaria del gruppo sono molto diversi tra loro per provenienza ed estrazione sociale. Brian Jones, nato il 28 febbraio 1942 a Cheltenham nel Gloucestershire, è di origini gallesi e figlio di due insegnanti; Mick Jagger, nato il 26 luglio 1943 a Dartford nel Kent, ha un padre insegnante di educazione fisica e una madre parrucchiera; Keith Richards, nato a Dartford il 18 dicembre 1943, è anche lui di origini gallesi e proviene da una famiglia operaia; Bill Wyman, nato il 24 ottobre 1936 a Londra, è figlio di un muratore e di una donna di servizio; Charlie Watts, nato a Londra il 2 giugno 1941, è figlio di un ex aviatore della RAF, assunto poi come macchinista presso la British Railways. Questo è considerato il nucleo storico del gruppo, a cui si deve aggiungere Ian Stewart.
Nell'immediato dopoguerra tutti sono sui banchi di scuola e, tranne Brian Jones, vivono a Londra o zone limitrofe. Mick Jagger e Keith Richards, a quattro o cinque anni, sono vicini di casa e compagni di giochi finché in seguito non andranno in scuole diverse e Keith non cambierà casa. La musica diventa sempre più importante nelle loro vite; provano diversi strumenti e un giorno, dopo alcuni anni in cui i due si erano persi di vista, Jagger e Richards si incontrano su un treno per pendolari. Mick Jagger ha sotto braccio una pila di dischi di importazione della Chess Records e, parlandone, i due scoprono di essere innamorati della stessa musica rhythm and blues, iniziando a cullare l'idea di formare un gruppo. Bill Wyman e Ian Stewart, i più grandi del gruppo, vengono richiamati nell'esercito attorno alla metà degli anni cinquanta, mentre gli altri sono ancora immersi negli studi. Ian resterà sotto le armi solo per pochi giorni, venendo successivamente congedato.

### I primi anni (1960-1961)

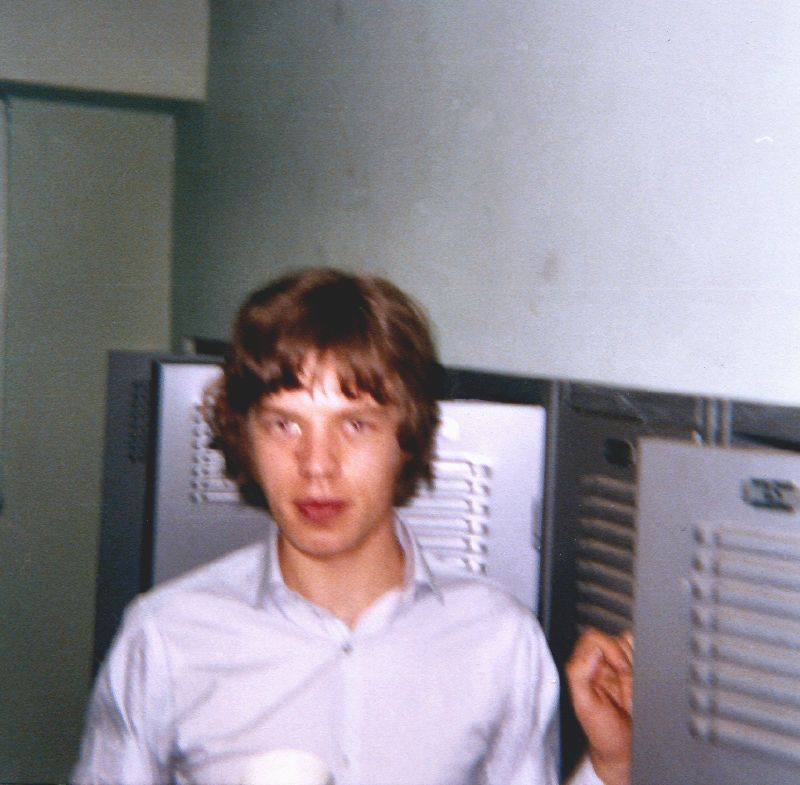
Un ventunenne Mick Jagger prima di un concerto dei Rolling Stones al Georgia Southern College, 4 maggio 1965

Nel 1956 Mick fa amicizia con un ragazzo che frequenta la sua stessa scuola, Dick Taylor, e con altri due compagni iniziano a suonare insieme, senza mai però esibirsi in pubblico. Nell'estate del 1960 Jagger suona con gli amici nel salone parrocchiale della chiesa di Dartford e canta una canzone di Buddy Holly.
Nel 1957 Brian Jones ascolta per la prima volta un brano di Charlie Parker e ne rimane così entusiasta che obbliga i suoi genitori a comprargli un sassofono, che rimane la sua ossessione finché non gli regalano una chitarra acustica. Nel 1959 nasce il suo primo figlio, da Valeria, una ragazzina sedicenne di Cheltenham e nello stesso periodo abbandona gli studi. Nel 1958 Bill Wyman è congedato dall'Airforce e trova lavoro come magazziniere e impiegato in un'officina a Londra.
L'Inghilterra degli anni cinquanta non è solo rock'n'roll in quanto si sta affermando lo skiffle, un tipo di jazz suonato con chitarre e strumenti a percussione improvvisati, impregnato di blues che influenzerà anche i futuri Stones. Quando a Bill arriva la cartolina militare, nel 1955, è in classifica Bill Haley con Rock Around the Clock e Finger of Suspicion di Dickie Valentine è al numero uno. Questo è anche il periodo dell'inizio della favola di Elvis Presley, dei successi di Chuck Berry e di Little Richard. Nel 1960 Charlie Watts lascia la scuola, diventa grafico pubblicitario e scrive un libro su Charlie Parker che verrà poi pubblicato nel 1965. Nel 1962 inizia a suonare con il trio del pianista e attore Dudley Moore, mentre Mick Jagger un giorno, con sottobraccio molti dischi di rock&blues, si imbatte nell'amico Keith Richards che non vede da circa sei anni. I due prendono il treno insieme e, parlando di musica, scoprono di avere un amico in comune: Dick Taylor. Prima di salutarsi decidono di rivedersi per suonare insieme.
I tre, con altri amici, decidono di chiamarsi "Little Boy Blue and The Blue Boys" e nel loro repertorio ci sono brani scritti da Chuck Berry, Jimmy Reed, Don Raye, Billy Boy Arnold e altri americani. Il 25 maggio 1995 un nastro dei Blue Boys è stato messo all'asta da Christie's e venduto per 52 250 sterline.
Nel marzo del 1962 Brian Jones (che ora ha tre figli) va all'Ealing Club ad ascoltare i Blues Incorporated del suo amico Alexis Korner, gruppo in cui suona Charlie Watts. La settimana successiva entra nella band, facendosi chiamare Elmo Lewis, e per la prima volta Charlie e Brian si parlano. Ad ascoltarli una sera c'erano anche Keith e Mick che, terminato lo spettacolo parlano per la prima volta a Brian dicendo che vogliono formare un gruppo. Brian è favorevole all'idea e mette un annuncio su "Jazz News": il primo a rispondere è Ian Stewart.
Nel giugno del 1962 Mick Jagger con Keith Richards e Dick Taylor iniziano a provare con Brian Jones e Ian Stewart. Intanto al Marquee Club di Londra suona Alexis Korner con il suo gruppo e il 12 luglio, dovendo partecipare ad una registrazione televisiva alla BBC, chiede a Brian e al suo gruppo di sostituirlo. Il giorno prima del concerto Brian decide di suonare con il nome di "Rollin' Stones" (nome che si ispirava alla canzone Rollin' Stone di Muddy Waters) e la formazione è composta da: Mick Jagger (voce), Keith Richards ed Elmo Lewis (Brian Jones) (chitarre), Dick Taylor (basso), Ian Stewart (piano). Incerto è il nome del batterista, secondo alcune fonti sarebbe Mick Avory, ma secondo altre fonti, tra cui lo stesso Mick Avory, il quale afferma di non aver mai preso parte ad alcun concerto con i Rolling Stones, sarebbe Tony Chapman.

### Gli inizi dei "Vagabondi": (1962-1963)
L'esordio ufficiale avviene in uno dei templi del rock, il Marquee Club di Londra, il 12 luglio 1962. Il successo fin dalle prime canzoni è grandissimo. Nel dicembre del 1962 entra nel gruppo Bill Wyman in sostituzione del bassista Dick Taylor, mentre nel gennaio del 1963 entra Charlie Watts in sostituzione del batterista Tony Chapman, completando quella che sarà la prima formazione ufficiale. Con l'aumento della popolarità, finirono sotto l'etichetta Decca Records che, contando molto sul loro talento grezzo, offrì loro un contratto discografico a condizioni molto favorevoli. Fu scelto come manager il giovane e promettente produttore Andrew Loog Oldham il quale contribuì in maniera incredibile alla costituzione degli Stones che verranno, formando per loro l'immagine che noi tutti conosciamo; in più, estromise Ian Stewart dalla band in accordo con la band, per motivi di marketing. Di corporatura robusta e poco elegante, stonava con l'immagine che Oldham voleva dare alla band, che si aggiungeva alla convinzione che sei membri fossero difficili da poter essere memorizzati dal pubblico. Stewart rimase comunque legato alla band diventando il loro road manager e continuando a suonare il piano in molti dei brani degli Stones fino alla sua morte nel 1985.
Oldham attuò una serie di strategie di comunicazione volte a rendere gli Stones gli "anti-Beatles" per sfruttare come traino il fenomeno della Beatlemania. Nel far ciò, coniò la famosa frase pubblicitaria: "Would you let your daughter go with a Rolling Stone?" ("Lascereste uscire vostra figlia con un Rolling Stone?") più volte riportata dalla stampa e citata negli anni seguenti, ed incoraggiò in maniera determinante Jagger e Richards ad iniziare a scrivere le loro canzoni. L'arrivo di Oldham segnò anche l'inizio del periodo di allontanamento e estraneazione di Brian nei confronti della band, dovuto al progressivo cambio di ruoli (cercato e voluto da Oldham) che spostasse il centro del gruppo da Jones a Jagger e Richards.
Fin dall'inizio, come voluto dal manager Oldham, costituiscono quindi l'alternativa "sporca e cattiva" ai Beatles con una musica che attinge alle radici del rock'n'roll e del blues, e dunque, con le dovute eccezioni, generalmente più aggressiva e provocatoria rispetto a molte canzoni dei 'rivali' di Liverpool, spesso molto più sofisticate rispetto a quelle dei Rolling Stones.

### I primi album (1964-1965)

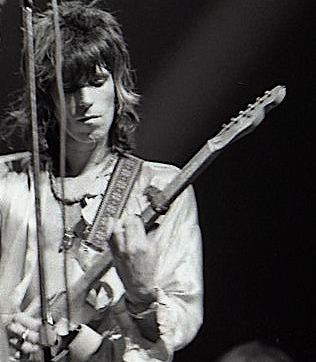
Keith Richards negli anni settanta

Nei primi anni di attività i Rolling Stones si cimentano solo in rivisitazioni di brani del repertorio americano di rock & roll, blues e rhythm'n'blues come nei casi di Buddy Holly (Not Fade Away), Chuck Berry (Carol) ma anche di Lennon/McCartney (I Wanna Be Your Man).
In seguito all'uscita dei primi due singoli e dell'Ep su cui sono presenti Bye Bye Johnny, Money, Poison Ivy e You Better Move On, gli Stones ottengono il privilegio di registrare nelle sale della Chess. Da qui, tra il 1964 ed il 1965 Jagger e Richards, cominciano a incidere canzoni loro e a riprodurre quel sound sconosciuto alle sale d'incisione inglesi. Dopo il primo Lp il secondo, il terzo, e una gran quantità di singoli fino ad arrivare al '65, l'anno della svolta: esce prima The Last Time (poi campionata dai Verve per la loro Bitter Sweet Symphony ma sorprendentemente gli accrediti andarono completamente agli Stones), seguita da (I Can't Get No) Satisfaction. 
Ed è proprio con Satisfaction (1965) che i Rolling Stones si impongono definitivamente.
Sempre nel 1965 anche il singolo Get Off of My Cloud raggiunge la prima posizione nella Billboard Hot 100 per due settimane.
In questo periodo, Jones e Richards introdussero nel rock quella che è chiamata la "tessitura di chitarre" (guitar weaving), successivamente definita "l'antica forma di tessitura" (Ancient Form of Weaving), che è diventato uno dei segni peculiari del sound dei Rolling Stones in tutta la loro carriera. Questa tecnica prevede che i due chitarristi suonino la parte di chitarra ritmica e quella solistica nello stesso momento, senza differenziare particolarmente lo stile di una o dell'altra. Questo stile è conosciuto anche come lo "stile di Chicago" (Chicago style). Keith Richards sostiene che quello che lui e Jones chiamarono "guitar weaving" emerse dall'ascolto degli album di Jimmy Reed:
(K. Richards)
Jones e Richards perfezionarono ciò che ascoltarono sugli album di Chicago blues degli anni cinquanta.

### Aftermathe gli album successivi (1966-1968)

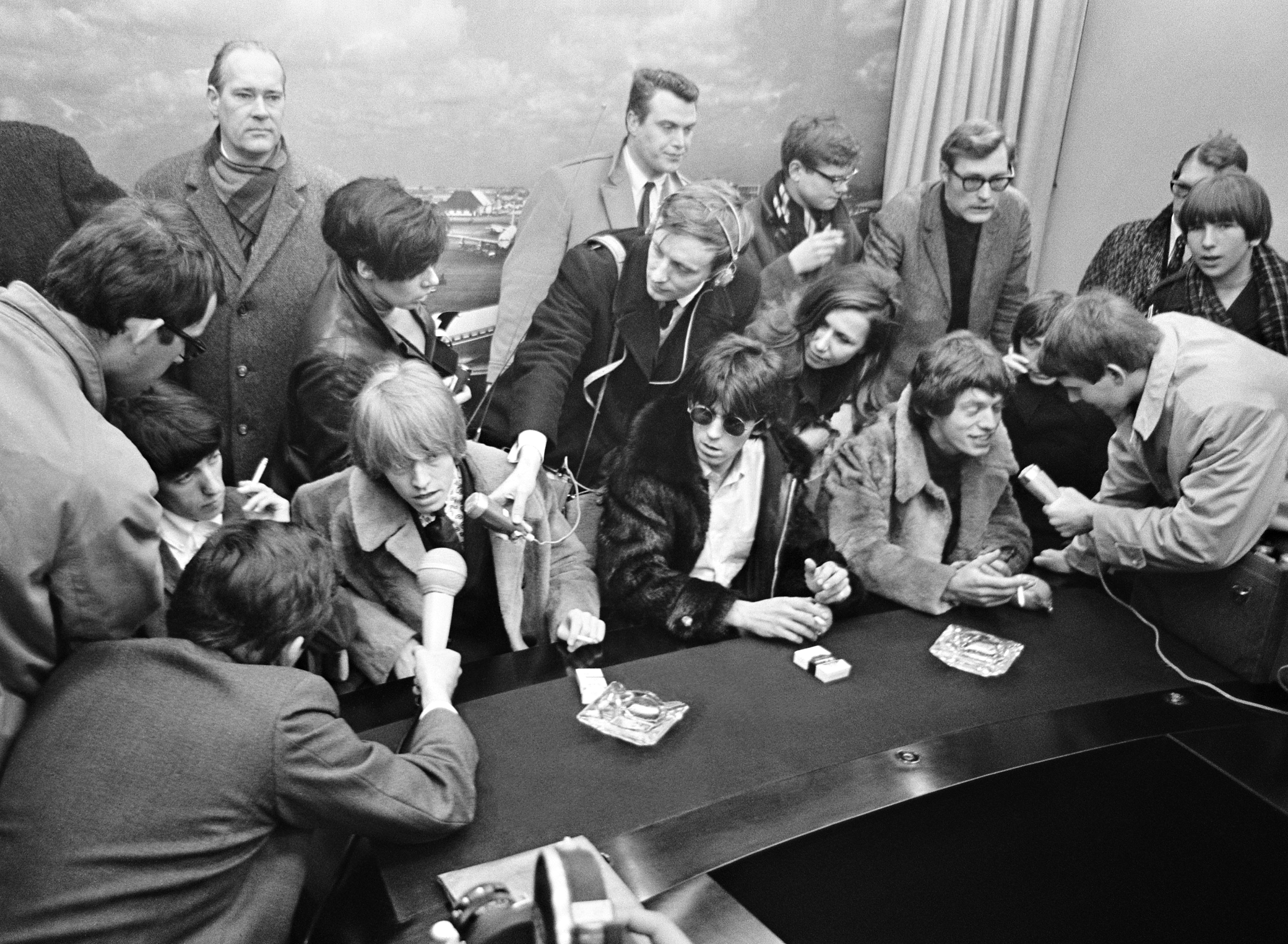
Gli Stones all'aeroporto Schiphol di Amsterdam, marzo 1966

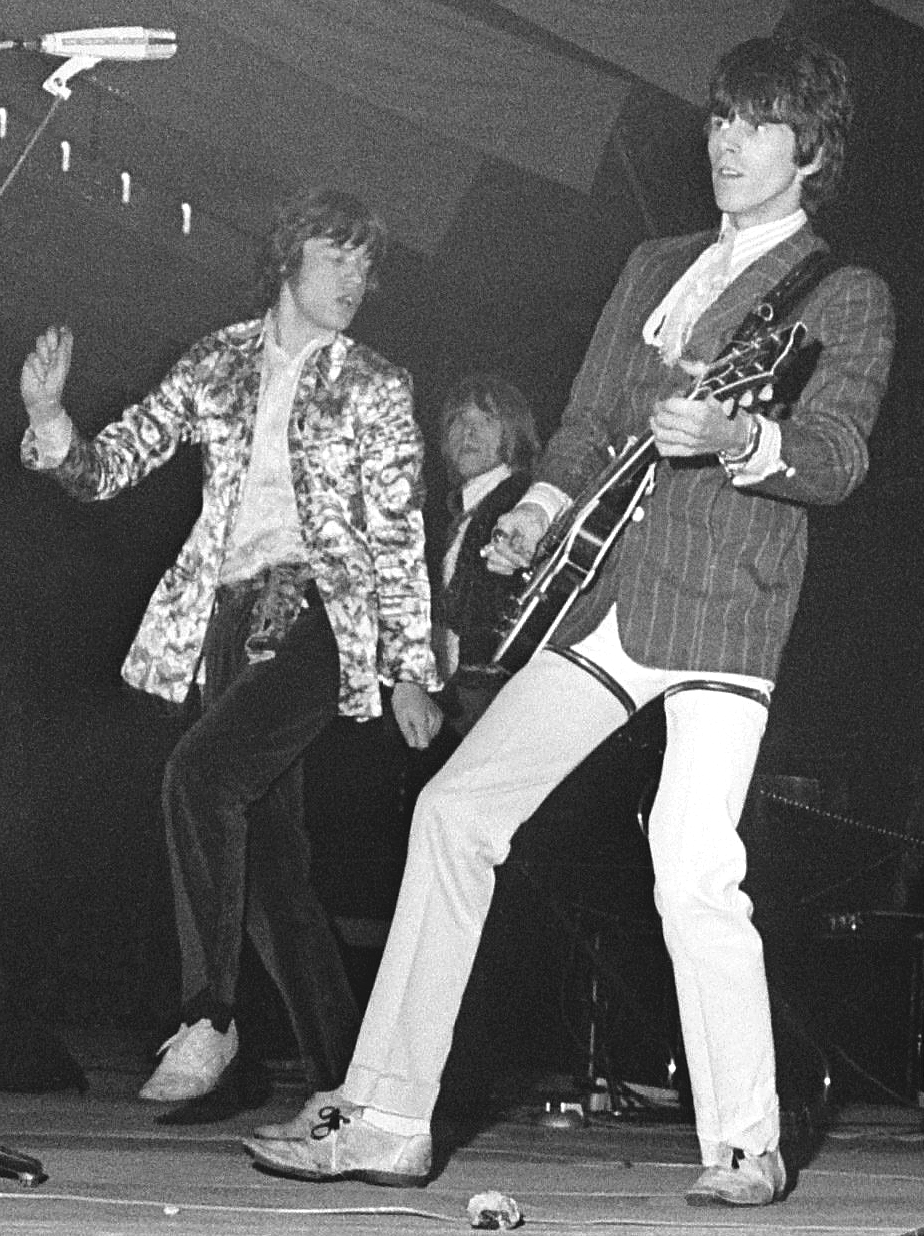
Jagger & Richards (con Brian Jones sullo sfondo) nel 1967

Nel 1966 arriva il primo album LP, composto solamente da canzoni originali: Aftermath, che segna la svolta decisiva verso una produzione discografica compatta e il deciso affinarsi dei gusti musicali dei cinque.
Brian Jones si rivela, oltre che un ottimo chitarrista di scuola blues, uno strumentista poliedrico: suona di tutto, compresi strumenti esotici, come il dulcimer ed il sitar. Le canzoni presenti non sono tutte di matrice propriamente Blues: ci sono la medievaleggiante Lady Jane, la psichedelica Mother's Little Helper,  Stupid Girl e Under My Thumb, a cavallo tra R&B e Rock. Il 26 maggio 1966 il singolo Paint It Black, presente solo nella edizione uscita negli U.S.A.,raggiunge la prima posizione nella Billboard Hot 100 restando in vetta per due settimane.
Dopo Aftermath segue un biennio di variazioni musicali condizionato dall'avvento del "Flower Power", con visitazioni nella musica psichedelica. Between the Buttons e, soprattutto, Their Satanic Majesties Request (entrambi del 1967) rappresentano le massime vette di questa loro fase musicale. I brani più conosciuti da questi due album sono Ruby Tuesday che nel 1967 raggiunge il primo posto nella Billboard Hot 100, Let's Spend the Night Together (dalla versione americana di Between the Buttons), She's a Rainbow e 2000 Light Years From Home (da Their Satanic Majesties Request). Dopo la breve ma intensa parentesi psichedelica, accolta in maniera controversa dalla critica musicale, il 24 maggio 1968 esce uno dei singoli di maggior successo del gruppo, Jumping Jack Flash / Child of the Moon, che rappresenta un ritorno ad un rock più duro, dominato da un celebre riff la cui paternità è di Keith Richards. Segue poi una serie di dischi che assicurano a Jagger e compagni il titolo di Greatest rock'n'roll band in the world.
Beggars Banquet (con la celebre canzone Sympathy for the Devil), Let It Bleed, Get Yer Ya-Ya's Out!, Sticky Fingers e Exile on Main St.: ciascuno di questi viene citato in qualsiasi classifica dei migliori dischi rock di sempre. Ma la fama e il successo mondiale esigono un loro prezzo, ed è pesantissimo.

### La tragedia

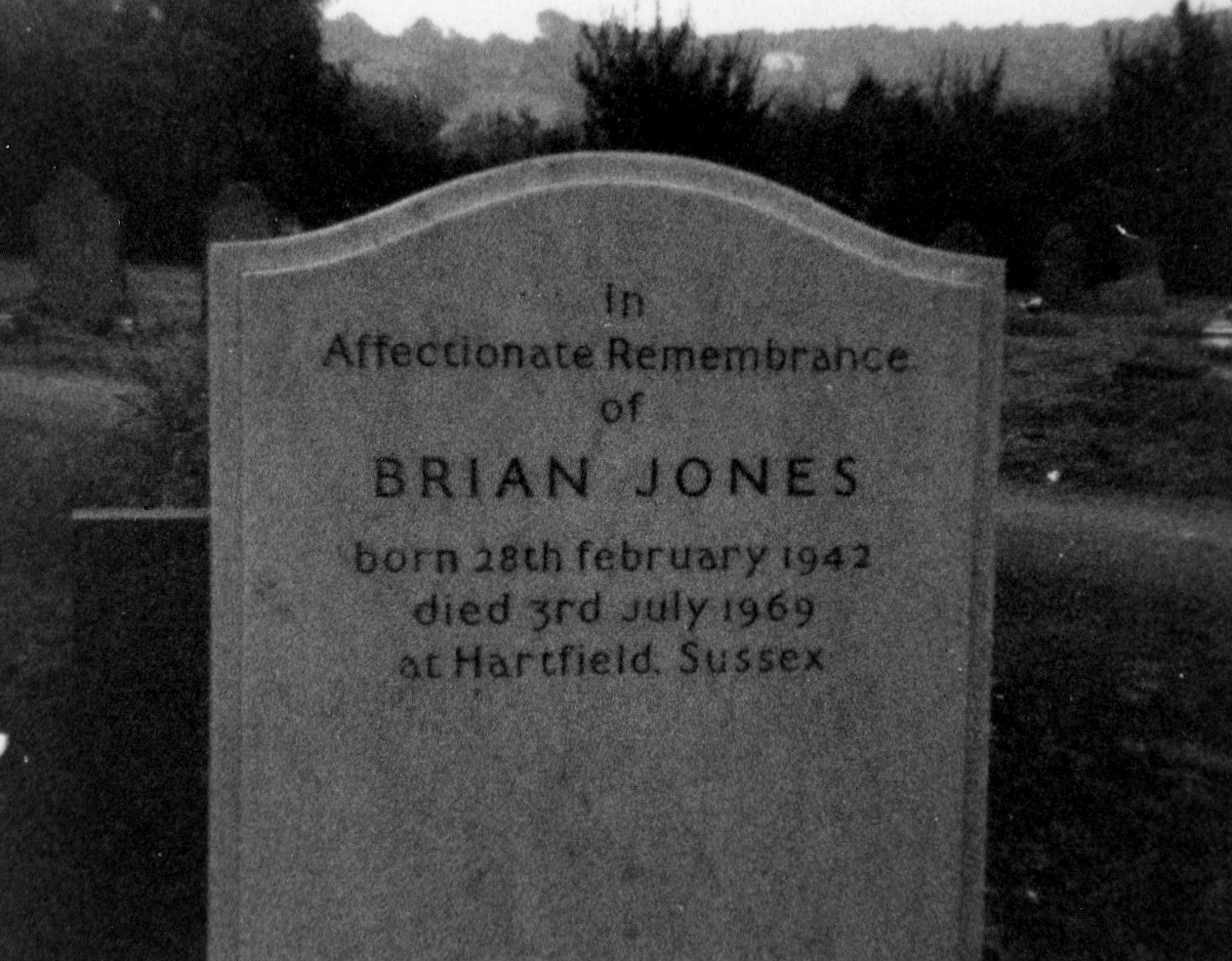
La tomba di Brian Jones

Nel 1969 Brian Jones, continuamente turbato da profondi problemi personali e fisicamente provato dall'utilizzo smodato di droghe, diventa col tempo sempre più incapace di collaborare attivamente col gruppo, da cui viene estromesso quando - complici diverse vicende giudiziarie - non riesce ad ottenere il visto d'ingresso per gli Stati Uniti, necessario per seguire il resto della band in tour. Nel giugno 1969, Mick Jagger, Keith Richards e Charlie Watts si recarono nella villa di Brian Jones per comunicargli la notizia della sua estromissione dal gruppo.
Il 3 luglio 1969 morì annegato nella sua piscina, in circostanze mai del tutto chiarite.
Appena due giorni dopo la morte di Jones, i Rolling Stones tennero un concerto gratuito, già programmato, al Hyde Park di Londra di fronte a un pubblico stimato in circa 250 000 persone. Il concerto, che doveva servire come presentazione per il nuovo chitarrista, Mick Taylor, fu un evento senza precedenti ma risentì inevitabilmente del clima creatosi dopo la morte di Jones. Molte critiche furono rivolte agli Stones, accusati di insensibilità nei confronti del loro vecchio compagno. In risposta, il concerto fu dedicato a Jones, inoltre, Mick Jagger iniziò l'esibizione leggendo una poesia di Percy Shelley alla sua memoria.

### Cambiamenti (1969-1975)

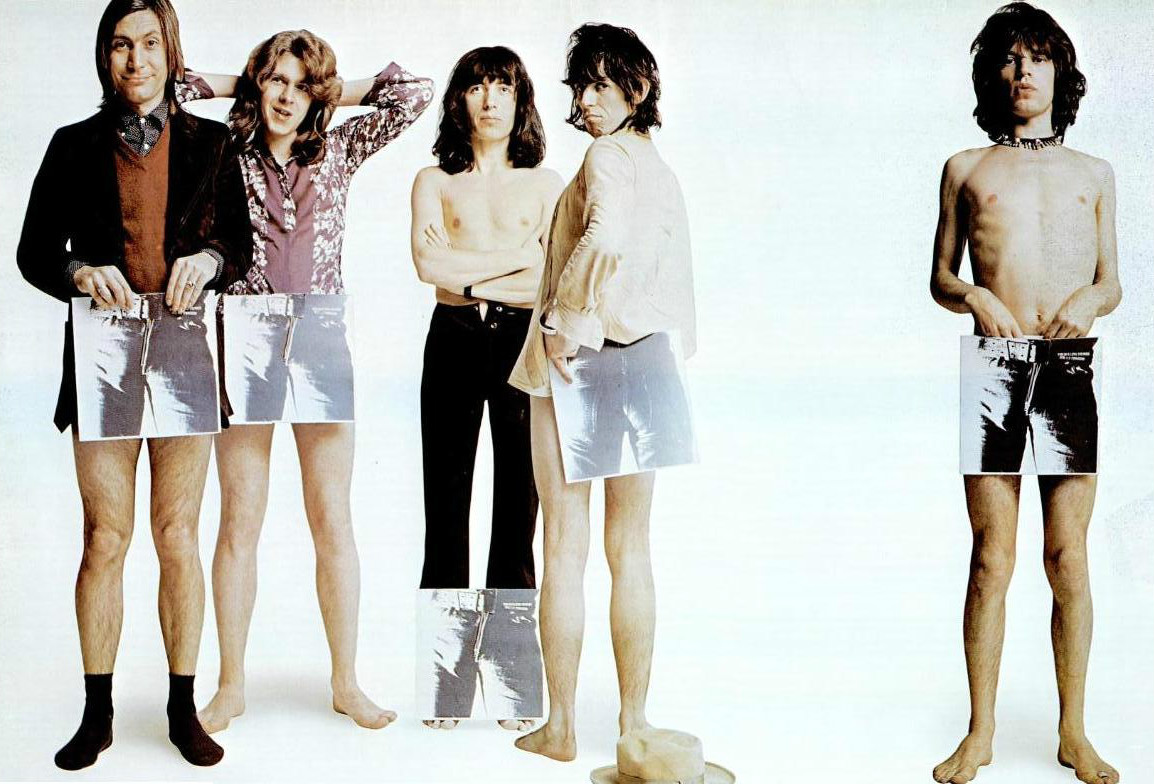
I Rolling Stones in una foto promozionale per l'album Sticky Fingers del 1971

Mick Taylor entra ufficialmente a far parte dei Rolling Stones il 13 giugno 1969 in "momentanea" sostituzione di Brian Jones, praticamente già estromesso.
In realtà il posto che era stato di Brian Jones non diventò mai di Taylor, come non lo diventò nei rapporti interni degli Stones nemmeno Ron Wood, almeno fino agli anni '90; inoltre il ruolo svolto per anni da Brian, riguardava sia l'immagine che l'aspetto musicale, in misura comparabile e ciò per quanto egli fosse un eccellente polistrumentista e un raffinato arrangiatore.
Inoltre, specie nei primi anni, fu Jones a cercare di imporre il rhythm and blues nel gruppo, come riporta Bill Wyman in un libro di memorie. L'ingresso di Taylor porta comunque nel gruppo un importante apporto chitarristico solistico e contribuisce notevolmente a quello che, per alcuni critici, è tecnicamente la formazione migliore dei Rolling Stones. Con il suo arrivo il gruppo perde però quella componente particolarissima, quasi sperimentale, tipica di Brian, ma il talento chitarristico innato di Taylor regala al gruppo assoli ormai storici. Tuttavia Taylor non entrarà mai in sintonia completa con Jagger e Richards, anche per questioni relative ai diritti d'autore, al punto di proporre a Bill Wyman di abbandonare i Glimmer Twins (soprannome che si davano Jagger e Richards) e di costituire una nuova band assieme a Charlie Watts. 
Il netto rifiuto del bassista lo fa sprofondare in una pesante depressione che gli farà sempre più pesare i ritmi alienanti delle tournée e la vita sregolata del gruppo.

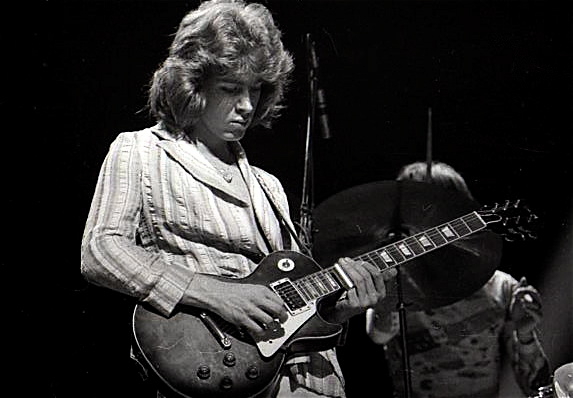
Mick Taylor nel 1972

Il 23 agosto 1969 il singolo Honky Tonk Women raggiunge la prima posizione nella Billboard Hot 100 per quattro settimane.
Il 29 maggio 1971 il singolo Brown Sugar raggiunge la prima posizione nella Billboard Hot 100 per due settimane.
Nel 1974 Taylor prende la fatidica decisione di abbandonare i Rolling Stones, provocando notevoli difficoltà al gruppo nuovamente orfano di un secondo chitarrista e costringendo i compagni a ritardare il tour americano.
A sostituire Mick Taylor accorre nel 1975 Ron Wood, già al fianco di Rod Stewart nel Jeff Beck Group e nei Faces. Più in sintonia musicalmente con Keith Richards, Ronnie è anche già un suo amico di vecchia data e più in linea con l'immagine del gruppo. Inoltre Wood è in grado di sostituire Richards nei suoi riff, potendo ricreare assieme a lui "l'antica forma d'intreccio" che solo con Brian era riuscita.

### Gli anni settanta e la crisi (1976-1988)

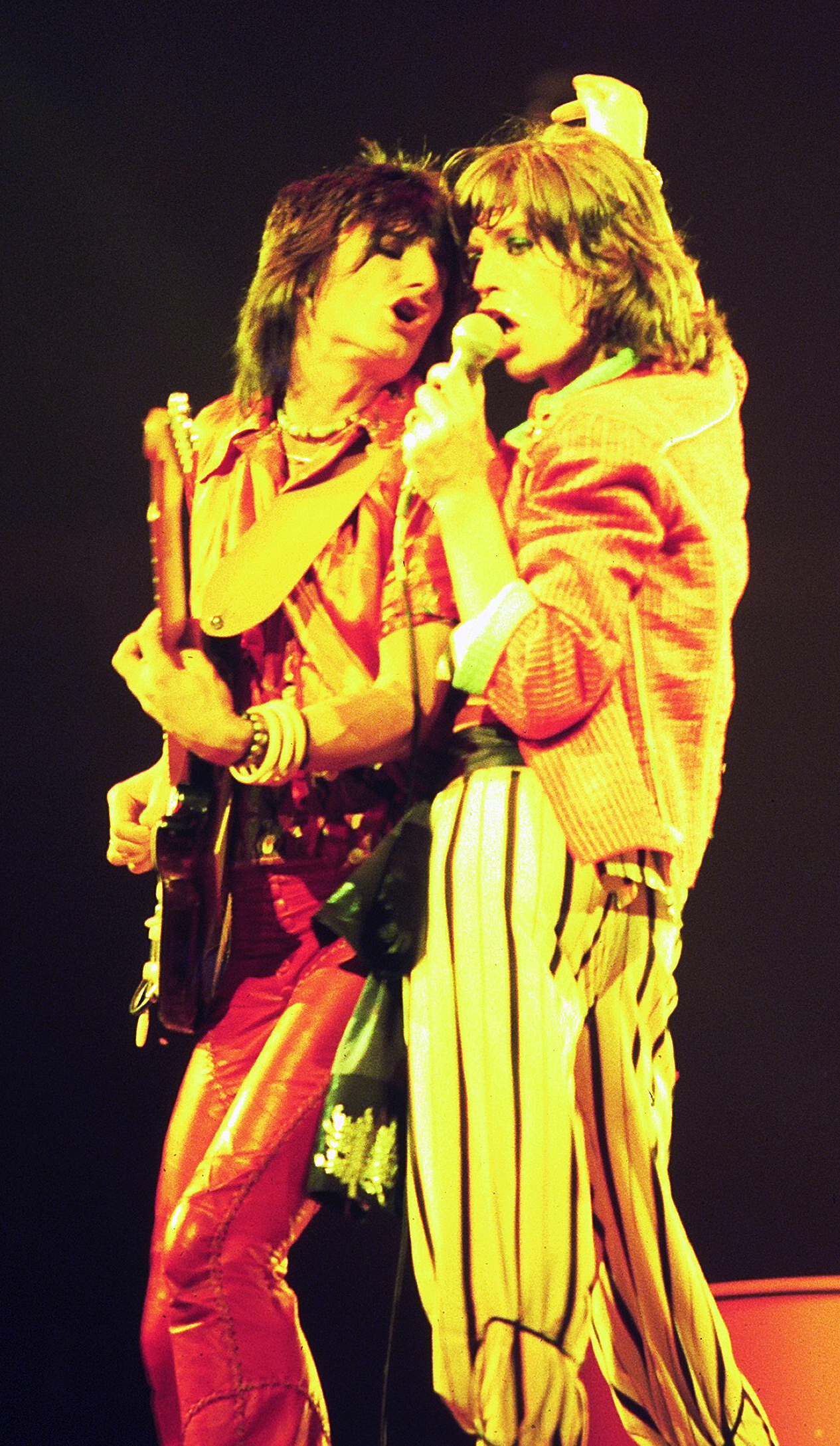
Mick Jagger e Ron Wood nel 1975

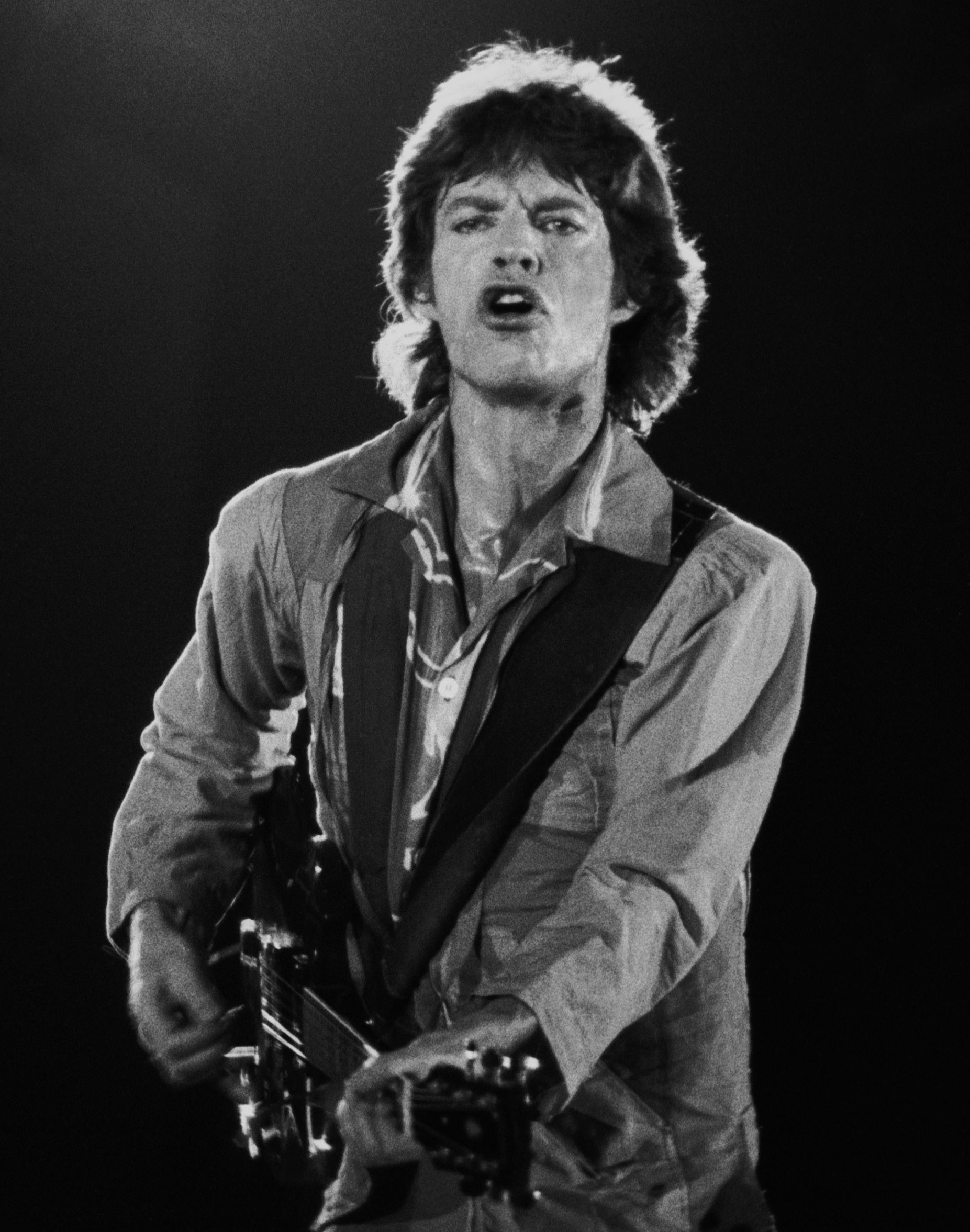
Mick Jagger nel corso del concerto di Torino del 1982

Il resto degli anni settanta scorre tra concerti, album (Black And Blue, Love You Live e Some Girls) e i soliti eccessi.
Fra questi, solo Some Girls giunge in vetta alle classifiche mondiali, essendo apprezzato anche dalla critica che parla di 'resurrezione' del gruppo. L'album è intriso di rinnovata energia dovuta sia al tentativo riuscito di confrontarsi con le mode musicali del momento, il punk da un lato e la 'disco' dall'altro, sia dal rinnovato vigore creativo di Richards favorito dall'abbandono del consumo di droga pesante.
Gli anni ottanta si aprono con Emotional Rescue, un altro album in parte ispirato dalla disco music, il quale pur ottenendo un buon successo di vendite non riesce però a raggiungere la qualità creativa del precedente. L'anno seguente (1981) esce Tattoo You con la celebre hit Start Me Up. Questo album è un vero e proprio collage di pezzi registrati tra il '73 e l'80, che mette insieme registrazioni effettuate in diversi studi e con la partecipazione di diversi musicisti turnisti. In un paio di brani figura ancora la chitarra di Taylor. Si tratta di un'operazione dettata dalla necessità di pubblicare in tempi rapidi un nuovo album da far uscire in previsione di un nuovo tour mondiale. L'operazione si rivela un grande successo, sia in termini qualitativi che sul piano commerciale. Il nuovo tour americano prende luogo nello stesso anno ed è di dimensioni colossali, riempiendo stadi ed arene. L'anno successivo il tour si sposta in Europa, Italia compresa, con date a Torino e Napoli. Quale testimonianza del tour nordamericano del 1981, l'anno successivo esce l'album live Still Life (American Concert 1981), pubblicato come singolo per decisione della casa discografica EMI in quanto i RS lo avrebbero voluto invece come doppio. Nel 1983 viene invece pubblicato il nuovo album di studio Undercover, album sperimentale che mira però troppo a scalare le classifiche e cede alle lusinghe delle nuove sonorità degli anni ottanta. Il rapporto tra Keith e Mick però in quel periodo peggiora ogni giorno di più, col primo che vuole tornare al buon vecchio rock 'n' roll e il secondo darsi al pop. Il gruppo attraversa così il periodo di crisi più profonda, e nel 1986 esce Dirty Work, "Lavoro Sporco" appunto, che sottolinea la distanza tra i Glimmer Twins. Anche in questo caso l'album non viene supportato da alcun tour e ciò fa già parlare di un prossimo scioglimento. Sono ormai un paio d'anni che Mick si dedica a progetti individuali: She's the Boss nel 1985 e Primitive Cool nel 1987. Preoccupante la risposta di Keith Richards che nello stesso 1987 si impegna anima e corpo nella realizzazione di Hail Hail Rock 'n' Roll!, film-documentario sul suo idolo Chuck Berry. Come se non bastasse, l'anno successivo pubblica il suo primo album solista Talk Is Cheap e i timori che sia giunta la fine dei Rolling Stones sembrano ormai più che fondati, visto che Keith intraprende un tour coi suoi X-Pensive Winos.

### Il nuovo successo (1990-1999)
Nel 1989, forse anche a causa dello scarso successo riscosso dai progetti solisti dei Glimmer Twins, i Rolling Stones tornano all'opera con l'album Steel Wheels. Segue l'immancabile tournée mondiale e album live. Fino al 1997 la band pubblica un album circa ogni tre anni, continuando ad esibirsi e registrando anche dischi dal vivo. Nel 1997 arriva Bridges to Babylon, album di pezzi inediti, a cui segue nel 2002 l'antologia Forty Licks, che celebra il quarantennale della band.
Per strada si è perso Bill Wyman che, agli inizi del 1994, a causa di problemi fisici, abbandona definitivamente il gruppo per dedicarsi a una nuova band, i Rhythm Kings e ai suoi vari progetti da solista, che sforna un tipo di musica briosa che punta sul puro divertissement; il bassista viene sostituito dallo statunitense Darryl Jones, che è però integrato sotto contratto come semplice collaboratore e non come membro ufficiale della band.

### Nel ventunesimo secolo

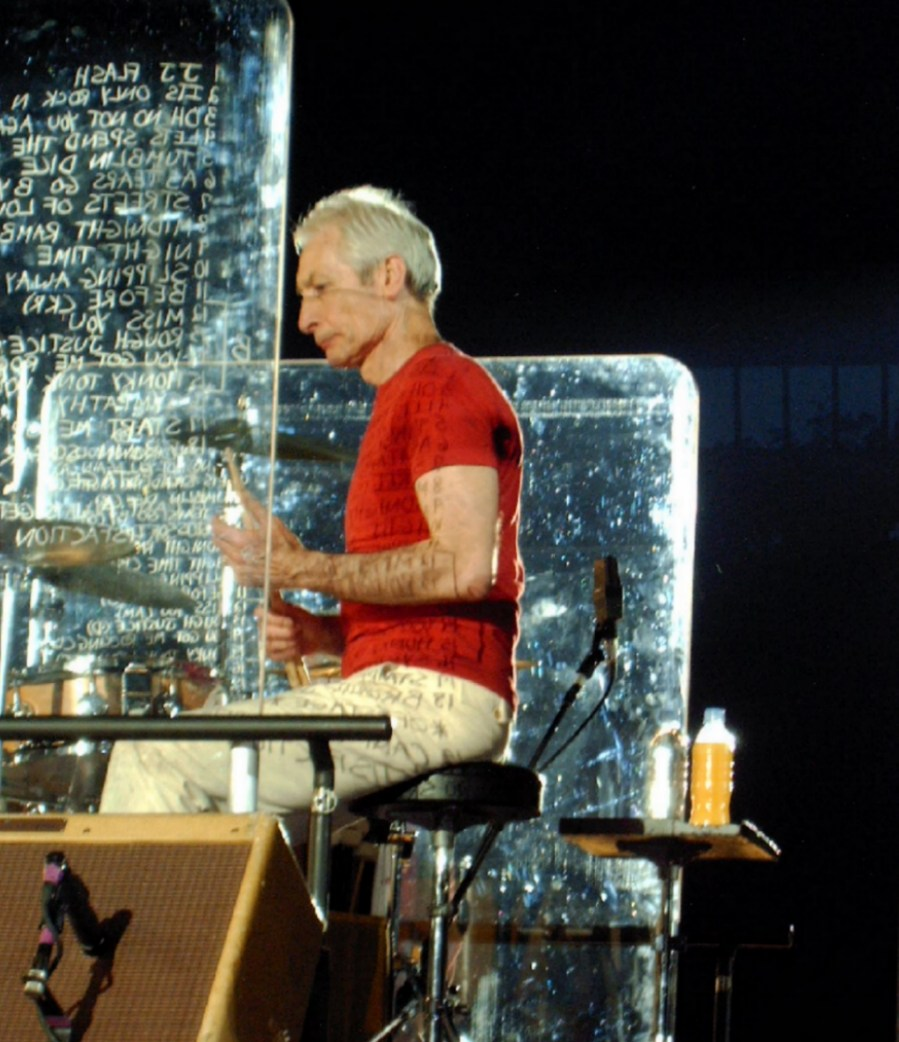
Charlie Watts in una foto al concerto di Hannover nel 2006

Nell'agosto del 2005 ripartono per una nuova tournée mondiale e il 2 settembre 2005 vede la luce A Bigger Bang, un disco di canzoni inedite che dopo circa otto anni dà un seguito a Bridges to Babylon. L'album è un ritorno alle origini, ricco di energia e senza fronzoli come nel precedente. Nella scaletta è presente anche una canzone dedicata a George W. Bush (Sweet Neocon). Al loro concerto a Rio de Janeiro partecipano oltre due milioni di persone.
Il 23 marzo 2007 lo stesso Mick Jagger annuncia al mondo via web il prosieguo del A Bigger Bang Tour del 2006, che tocca le città dove sono stati annullati i concerti l'anno precedente a causa dell'incidente che ha visto Keith Richards protagonista, caduto da una palma durante una vacanza alle isole Figi, che gli aveva procurato una commozione cerebrale. Il tour si è aperto il 5 giugno a Werchter, vicino a Bruxelles, e si è concluso alla O2 Arena di Londra, il 26 agosto. Gli Stones si sono esibiti in due occasioni in Italia durante questo tour: presso lo Stadio San Siro di Milano l'11 luglio 2006 e presso lo Stadio Olimpico di Roma il 6 luglio 2007.
Nel 2008 esce Shine a Light, film-documentario di Martin Scorsese, uno dei registi più appassionati di musica e fan della band britannica, che ripercorre la gloriosa "epopea" musicale dei Rolling Stones, evidenziandone le tappe capitali: Brown Sugar, Satisfaction, Jumpin' Jack Flash, Sympathy for the Devil, As Tears Go By e tante altre.

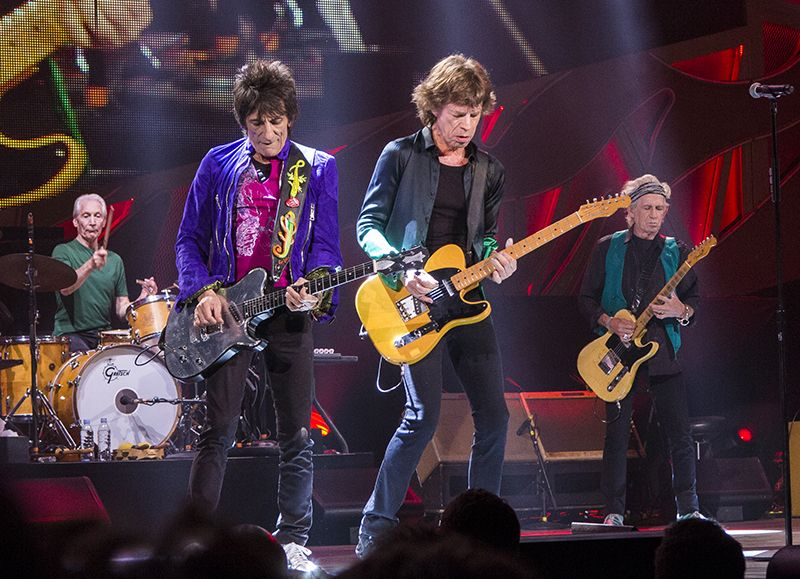
I Rolling Stones nel 2015 al summerfest nel Wisconsin

Dopo varie voci su un loro imminente tour per il cinquantenario del primo concerto, i Rolling Stones annunciano l'uscita il 12 novembre 2012 di una nuova raccolta antologica intitolata GRRR! con quarantotto brani storici e due inediti: One More Shot e Doom and Gloom registrati a Parigi durante l'estate. Il 15 dicembre al Prudential Center di Newark organizzano un concerto per festeggiare i loro 50 anni di carriera cantando le loro canzoni più famose con altri artisti invitati all'evento tra cui Bruce Springsteen e Lady Gaga.
Successivamente annunciano la loro presenza al Festival di Glastonbury il 29 giugno mentre a fine aprile è prevista l'uscita nei cinema di The Rolling Stones Crossfire Hurricane, un documentario di 2 ore che raccoglie interviste e filmati storici della band.
A maggio parte dallo Staples Center di Los Angeles il nuovo tour della band intitolato 50 & Counting. A ottobre Ron Wood dichiara che a maggio 2014 il gruppo tornerà a esibirsi dal vivo. Il 22 giugno fanno tappa a Roma esibendosi al Circo Massimo davanti ad un pubblico di 71 000 spettatori.
Il 2 dicembre 2014, muore il sassofonista Bobby Keys, da tempo malato di cirrosi epatica.
Il 25 marzo 2016, all'interno dell'América Latina Olé Tour 2016, i Rolling Stones hanno tenuto un concerto gratuito all'Avana, a cui hanno assistito oltre 500 000 persone. Il concerto, il primo in assoluto per la band tenuto a Cuba, ha scatenato un'attenzione mediatica tale da essere stato definito un evento storico, paragonato per importanza a quello di Roger Waters nel 1990 dinnanzi al Muro di Berlino. L'evento ha inoltre superato il record del precedente concerto tenuto nel dicembre 2012 dal cantante italiano Zucchero Fornaciari durante La sesión cubana World Tour. Nell'ottobre del 2016 suonano al Desert Trip Festival.
Nel 2016 pubblicano Blue & Lonesome, un album interamente formato da reinterpretazioni di brani blues che sottolinea la loro affinità con il genere.
Dopo qualche anno di tour extra europei, il 9 maggio 2017 venne annunciato un tour europeo, il No Filter Tour, con unica tappa italiana il 23 settembre al Lucca Summer Festival di Lucca.
Ad aprile 2020 hanno pubblicato il singolo Living in a Ghost Town, seguito nel settembre successivo dalla ristampa dell'album Goats Head Soup con l'aggiunta di alcuni outtakes tra cui Scarlet registrata insieme a Jimmy Page.
Il 24 agosto 2021 muore Charlie Watts, batterista e percussionista del gruppo fin dal 1963.
Pochi giorni prima era stato annunciato il suo ritiro dall'imminente tour della band per motivi di salute. La band sarà accompagnata dall'amico di lunga data Steve Jordan, già noto per le collaborazioni nelle carriere soliste dei componenti della band ed in particolare con gli X-pensive Winos di Keith Richards. Annunciato il 14 marzo, il 1º giugno 2022 ha inizio il Sixty European Tour che tocca varie città europee, tra cui Madrid, Liverpool, Milano, Londra, Amsterdam, Vienna, Parigi e Berlino.
Il 6 settembre 2023 esce il singolo Angry, mentre, il secondo singolo Sweet Sounds of Heaven realizzato in collaborazione con Lady Gaga è distribuito il 28 settembre, entrambi anticipano l'uscita dell'album in studio Hackney Diamonds, la cui pubblicazione avviene il 20 ottobre seguente assieme al singolo Mess It Up. L'album viene presentato dal vivo nel tour nordamericano del 2024.
Il 25 giugno 2025 pubblicano Zydeco sont pas salés, cover del musicista statunitense Clifton Chenier, inserita nell'album collettivo A Tribute to the King of Zydeco, tributo all'autore.

## Stile musicale
I Rolling Stones nacquero con una chiara matrice blues e presto emersero sulla scena del British Blues surclassando altre formazioni della stessa estrazione musicale come i Them e gli Animals, grazie anche alla presenza nella line-up di Charlie Watts, proveniente dalla scuola blues del chitarrista britannico Alexis Korner, e nel '69 del chitarrista Mick Taylor, che aveva iniziato la carriera giovanissimo nei Bluesbreakers di John Mayall prendendo il posto che era stato di Eric Clapton e di Peter Green. Le loro sonorità si ancorano al blues fuso assieme al rock, ma il loro hard rock impregnato di blues non ha impedito a volte delle incursioni nel pop di Between the Buttons, nel rock psichedelico di Their Satanic Majesties Request, nel folk rock di Dandelion e nel rhythm and blues di Can't You Hear Me Knocking. Nell'album Exile on Main Street il gruppo fa sfoggio di ecletticità alternando blues, gospel, folk, country, rock and roll e honky tonk.

## Tour

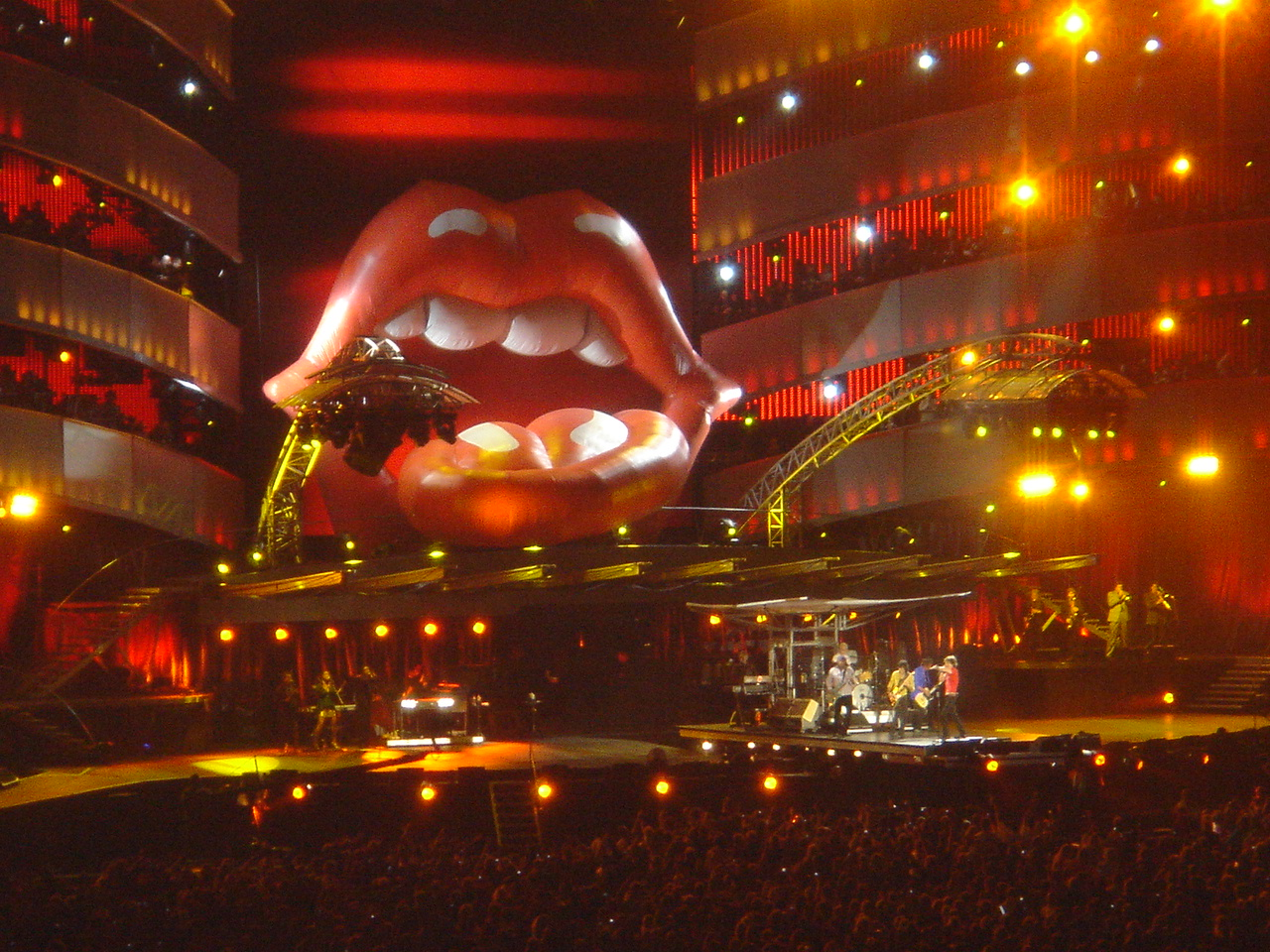
La scenografia del palco nel corso di un concerto durante il A Bigger Bang Tour

## Formazione

### Formazione attuale
- Mick Jagger – voce, chitarra ritmica, armonica, percussioni, tastiere, basso (1962-presente)
- Keith Richards – chitarra elettrica ed acustica, basso, cori, voce (1962-presente)
- Ronnie Wood – chitarra elettrica ed acustica, lap steel guitar, pedal steel guitar, basso, cori (1975-presente)

### Ex-componenti
- Brian Jones m. – chitarre elettrica ed acustica, armonica, pianoforte, tastiere, percussioni, cori (1962-1969; morto nel 1969)
- Ian Stewart m. – tastiere, pianoforte, percussioni (1962-1963, collaboratore: 1969, 1975–1976, 1978, 1981–1982; morto nel 1985)
- Dick Taylor – basso (1962)
- Ricky Fenson – basso (1962-1963)
- Colin Golding – basso (1962-1963)
- Mick Avory – batteria (1962)
- Tony Chapman – batteria (1962-1963)
- Carlo Little – batteria (1962-1963)
- Bill Wyman – basso, pianoforte, tastiere, cori (1962-1993, ospite nel 2012)
- Charlie Watts m. – batteria, percussioni (1963-2021; morto nel 2021)
- Mick Taylor – chitarre elettrica ed acustica, cori, basso (1969-1974, ospite nel 1981 e nel 2012-2014)

### Turnisti
- Chuck Leavell – tastiere, cori (1982-presente)
- Bernard Fowler – cori, percussioni (1989-presente)
- Darryl Jones – basso, cori (1993-presente)
- Steve Jordan – batteria, percussioni (2021-presente)
- Tim Ries – sassofono, tastiere (1999-presente)
- Matt Clifford – tastiere, corno francese (1989-1990, 2012-presente)
- Karl Denson – sassofono (2014-presente)
- Sasha Allen – cori (2016-presente)

### Ex-turnisti
- Bobby Keys m. – sassofono (1969-1973, 1981-2014; morto nel 2014)
- Nicky Hopkins m. – pianoforte (1971-1973; morto nel 1994)
- Billy Preston m. – pianoforte, organo, clavinet, cori (1973-1977; morto nel 2006)
- Ian McLagan m. – tastiere (1978-1981; morto nel 2014)
- Ernie Watts – sassofono (1981)
- Lisa Fischer – cori (1989-2015)
- Blondie Chaplin – cori, percussioni, chitarra ritmica (1997-2007)

## Discografia

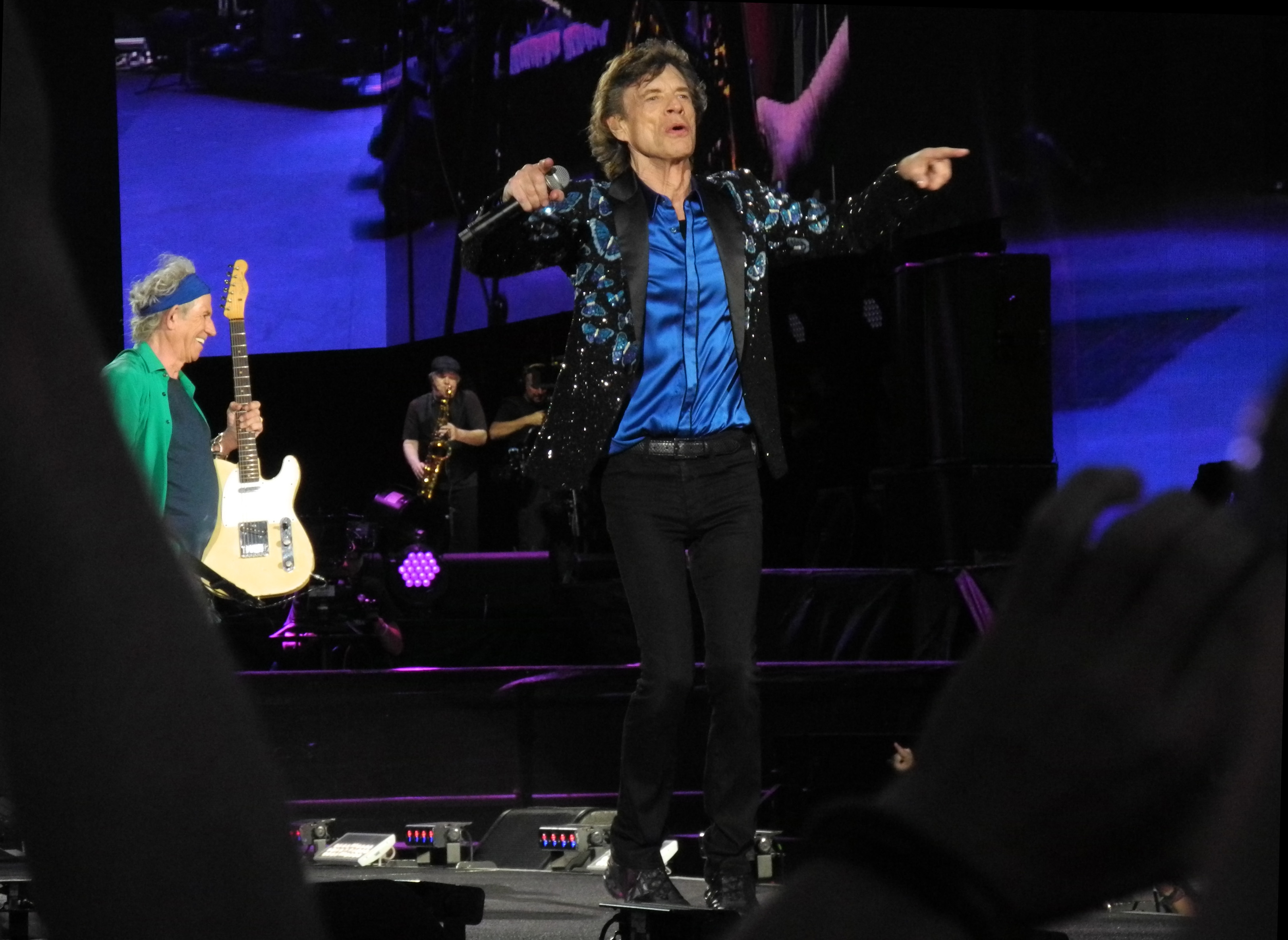
I Rolling Stones dal vivo a Hyde Park nel 2013

### Album in studio
- 1964 – The Rolling Stones (Decca Records) (UK, aprile)
- 1964 – England's Newest Hit Makers (London Records) (US, maggio)
- 1964 – 12 x 5 (London Records) (US, 24 ottobre)
- 1965 – The Rolling Stones No.2 (Decca Records) (UK, 15 gennaio)
- 1965 – The Rolling Stones, Now! (London Records) (US, 13 febbraio)
- 1965 – Out of Our Heads (Decca Records) (UK)-(US)
- 1965 – December's Children (And Everybody's) (London Records) (US)
- 1966 – Aftermath (Decca Records) (UK)-(US)
- 1967 – Between the Buttons (Decca Records) (UK)-(US)
- 1967 – Flowers (Decca Records) (US)
- 1967 – Their Satanic Majesties Request (Decca Records)
- 1968 – Beggars Banquet (Decca Records)
- 1969 – Let It Bleed (Decca Records)
- 1971 – Sticky Fingers (Atlantic Records)
- 1972 – Exile on Main St (Rolling Stones Records/Atlantic Records)
- 1973 – Goats Head Soup (Rolling Stones Records)
- 1974 – It's Only Rock 'n' Roll (Rolling Stones Records)
- 1976 – Black and Blue (Rolling Stones Records)
- 1978 – Some Girls (Rolling Stones Records/EMI)
- 1980 – Emotional Rescue (Rolling Stones Records)
- 1981 – Tattoo You (Rolling Stones Records)
- 1983 – Undercover (Rolling Stones Records)
- 1986 – Dirty Work (Rolling Stones Records)
- 1989 – Steel Wheels (Rolling Stones Records)
- 1994 – Voodoo Lounge (Virgin Records)
- 1997 – Bridges to Babylon (Virgin Records)
- 2005 – A Bigger Bang (Virgin Records)
- 2016 – Blue & Lonesome (Virgin Records)
- 2023 – Hackney Diamonds (Virgin Records)

## Filmografia ufficiale
- 1966: Charlie Is My Darling, (diretto da Peter Whitehead) (realizzato in DVD nel 2012)
- 1968: One Plus One - Sympathy for the Devil (diretto da Jean-Luc Godard) (VHS, DVD)
- 1969: The Stones in the Park (VHS, DVD)
- 1970: Gimme Shelter (DVD)
- 1972: Cocksucker Blues
- 1974: Ladies and Gentlemen: The Rolling Stones (diretto da Rolin Binzer)
- 1983: Let's Spend the Night Together (diretto da Hal Ashby) (VHS, DVD nel 2010)
- 1984: Video Rewind (VHS)
- 1989: 25x5 - The Continuing Adventures of the Rolling Stones (VHS)
- 1992: Stones at the Max, (diretto da Julien Temple) IMAX (DVD)
- 1995: The Rolling Stones: Voodoo Lounge Live (DVD)
- 1996: The Rolling Stones Rock and Roll Circus (VHS, DVD)
- 1998: Bridges to Babylon (DVD)
- 2003: Four Flicks (DVD)
- 2007: The Biggest Bang (DVD/Blu-ray Disc)
- 2008: Shine a Light (diretto da Martin Scorsese) IMAX (DVD/Blu-ray Disc)
- 2009: Stones at the Max, (Remastered edition diretto da Julien Temple) IMAX (DVD)
- 2010: Stones in Exile (DVD)
- 2011: The Rolling Stones: Some Girls Live In Texas '78 (DVD, Blu-ray)
- 2012: Crossfire Hurricane (DVD)
- 2016: The Rolling Stones Olé, Olé, Olé!: A Trip Across Latin America (DocuFilm)
- 2016: The Rolling Stones: Havana Moon (DVD)

## Cover in italiano di brani dei Rolling Stones
Le canzoni dei Rolling Stones sono state spesso tradotte in italiano; di seguito riportiamo un elenco non esaustivo delle principali cover (con l'indicazione del titolo in italiano, dell'interprete e dell'anno di pubblicazione).
| Anno | Titolo originale                                         | Titolo italiano             | Autore del testo in italiano                              | Esecutori                                                                                       |
| ---- | -------------------------------------------------------- | --------------------------- | --------------------------------------------------------- | ----------------------------------------------------------------------------------------------- |
| 1964 | Tell Me                                                  | Quel che ti ho dato         | Gippi                                                     | Equipe 84                                                                                       |
| 1965 | Tell Me                                                  | Tu devi ritornare da me     | Renzo Levi Minzi                                          | I Delfini                                                                                       |
| 1965 | Heart of Stone                                           | Hai promesso                | Corrado Bonicatti e Antonio Latessa                       | Johnny Kendall e gi Heralds                                                                     |
| 1965 | Time Is on My Side                                       | La fine del libro           | Pantros                                                   | Equipe 84                                                                                       |
| 1966 | Time Is on My Side                                       | Fai quello che vuoi         | Pierpaolo Adda                                            | Kings                                                                                           |
| 1966 | Off the Hook                                             | Sei solo tu                 | Pierpaolo Adda                                            | Kings                                                                                           |
| 1966 | Paint It Black                                           | Tutto nero                  | Luciano Beretta                                           | Caterina Caselli                                                                                |
| 1966 | As Tears Go By                                           | Con le mie lacrime          | Danpa                                                     | Da Polenta; incisa anche da i King's Stars, dagli stessi Rolling Stones e da Marianne Faithfull |
| 1966 | Lady Jane                                                | Lady Jane                   | Ferruccio Sansoni                                         | New Dada                                                                                        |
| 1966 | Get Off of My Cloud                                      | Come mai                    | Alessandro Colombini, Domenico Serengay e Luigi Menegazzi | Camaleonti                                                                                      |
| 1966 | (I Can't Get No) Satisfaction                            | Ora sei soddisfatta         | Luciano Beretta                                           | Attilio Donadio                                                                                 |
| 1966 | Have You Seen Your Mother, Baby, Standing in the Shadow? | Non ho più paura dell'ombra | Claudio Daiano                                            | Piero Focaccia                                                                                  |
| 1967 | Ruby Tuesday                                             | Rubacuori                   | Mogol                                                     | I Profeti                                                                                       |
| 1967 | Lady Jane                                                | Lady Jane                   | Ferruccio Sansoni                                         | Maurizio Arcieri (versione musicalmente differente da quella dei New Dada)                      |
| 1968 | Let's Spend the Night Together                           | Restiamo ancora insieme     |                                                           | Calipop                                                                                         |
| 1993 | Lady Jane                                                | Lady Jane (Le cose belle)   | Stefano D'Orazio dei Vernice                              | Vernice                                                                                         |
| 1994 | Hey Negrita                                              | Ehi! Negrita                | Negrita                                                   | Negrita                                                                                         |